# Gasmouloi
Gasmouloi (grecki: γασμοῦλοι) lub Vasmouloi (grecki:βασμοῦλοι) – historyczne określenie na dzieci z mieszanych małżeństw grecko-łacińskich. Funkcjonowało w ostatnich wiekach istnienia Bizancjum, od czasu IV krucjaty, która spowodowała powstanie państw łacińskich na terenach cesarstwa a co za tym idzie, także duży napływ kupców, osadników i rycerzy z Europy Zachodniej. Termin stracił swoje etniczne konotacje w wyniku działalności cesarza Michała VIII Paleologa, który masowo powoływał Gasmouloi do służby we flocie bizantyjskiej. Z powodu dużej liczby Gasmouloi służących na statkach, zaczęto w końcu określać tak wszystkich marynarzy.

## Historia
W wyniku IV wyprawy krzyżowej na terenach cesarstwa Bizantyjskiego doszło do powstania szeregu państw łacińskich. Ich władcy chętnie widzieli na swej służbie swoich rodaków z Europy Zachodniej, dlatego liczba łacinników żyjących na stałe w Grecji wzrosła. Do mieszanych małżeństw dochodziło jednak rzadko gdyż przybysze, zwani przez Greków Frankami, żyli raczej we własnych społecznościach, zachowując się jako warstwa panów, rządzących miejscową ludnością. Tak wielkich barier nie było w zasadzie tylko w przypadku Wenecjan. Tym niemniej jednak związki takie zdarzały się wśród wszystkich grup etnicznych przybyłych z zachodu i zazwyczaj wydawały na świat potomstwo. 
Określenie "Gasmouloi" pojawia się w źródłach po raz pierwszy w połowie XIII wieku, ale jego etymologia jest niepewna. Przypuszcza się, że może być w jakiś sposób związane z łacińskim słowem mulus oznaczającym  muła, czyli mieszańca. Mianem "Gasmouloi" określano ogólnie dzieci ze wszystkich mieszanych związków łacińsko-greckich, ale w szczególności dotyczyło ono ludzi których matka była Greczynką a ojciec łacinnikiem.  
Gasmouloi spotykali się często z ostracyzmem i to ze strony zarówno łacinników jak i Greków, którzy nie chcieli uważać ich za członków swoich społeczności. Francuski traktat napisany około 1330 roku mówił:

(...)Podają się oni jako Grecy gdy mówią z Grekami a jako łacinnicy gdy mówią z łacinnikami, są zatem jakby ze wszystkimi(...)

Po odzyskaniu Konstantynopola w 1261 roku przez Greków, wielu żyjących w nim Gasmouloi przeszło na stronę bizantyjską, zaciągając się jako najemnicy. Razem z mieszkańcami Lakonii masowo służyli na okrętach a Michał VIII chętnie ich tam zatrudniał, gdyż nosił się z zamiarem odbudowania silnej floty bizantyjskiej. Oddziały marynarzy złożone z Gasmouloi odegrały bardzo ważną rolę w czasie kampanii przywracania władzy Konstantynopola nad wyspami leżącymi na Morzu Egejskim w latach 60. i 70. XIII wieku. W traktacie zawartym między Michałem VIII a Wenecją w 1277 roku Gasmoloui pochodzenia weneckiego wymienieni są jako weneccy obywatele, ale wielu z nich pozostawało na służbie bizantyjskiej i osiedlało się na terenach rządzonych przez cesarza. Ich potomkowie domagali się później przyznania weneckiego obywatelstwa, a sprawa ta zatruwała stosunki między Wenecją a Bizancjum aż do lat 20. XIV wieku.
Po śmierci cesarza Michała VIII jego następca Andronik II Paleolog zarzucił ideę Bizancjum jako morskiego mocarstwa i znacząco zredukował flotę w 1285 roku. Wielu z pozbawionych zajęcia Gasmouloi zostało na służbie cesarskiej ale byli też i tacy którzy zaciągali się na okręty łacińskie i tureckie lub zostawała piratami. 
W XIV wieku termin ten stracił swoje etniczne konotacje i "gasmoulikē douleia" ("służba jako gasmouloi") zaczęła oznaczać bizantyjskich lekkozbrojnych żołnierzy i marynarzy w ogóle. Oddziały Gasmouloi służyły w wojskach bizantyjskich i osmańskich w XIV wieku a na terenie łacińskich księstw Morza Egejskiego formacje te utrzymywały się aż do XVI wieku. 
Gasmouloi odegrali znaczącą rolę w czasie bizantyjskiej wojny domowej toczącej się w latach 1341–1347, w której to stanęli po stronie swego dowódcy Aleksego Apokauka przeciwko Janowi VI Kantakuzenowi. Po klęsce Aleksego wielu z nich musiało opuścić Konstantynopol a ci z Gallipoli przeszli nawet na stronę turecką, zasilając pierwsze osmańskie floty.